# Caenocryptoides convergens
Caenocryptoides convergens är en stekelart som beskrevs av Setsuya Momoi 1966. Caenocryptoides convergens ingår i släktet Caenocryptoides och familjen brokparasitsteklar. Inga underarter finns listade.